# Легенда про Сонну Балку
«Легенда про Сонну Балку» (англ. The Legend of Sleepy Hollow[[#Примітки|[?]]]) — оповідання американського письменника Вашингтона Ірвінга, вперше опубліковане в його збірці 34-х творів у 1819 році. Ірвінг написав оповідання, поки жив у Бірмінгемі. «Легенда сонного виярку», а також «Ріп ван Вінкль», є одними з ранніх прикладів американської фантастики з тривалою популярністю, особливо під час Геловіну.

## Сюжет
Оповідання описує сільську місцевість біля голландського поселення Тері Таун (історичне Террітаун в штаті Нью-Йорк), у вузькому видолинку з назвою «Сонна Балка». Долина славиться своїми привидами і моторошною атмосферою, яка захоплює уяву її жителів і відвідувачів. Деякі мешканці переказують, що місто було зачароване у дні раннього голландського заселення. Інші розповідають, що індіанський вождь, чаклун свого племені, проводив тут збори пау-вау, перед тим як місцевість була знайдена Генрі Гудзоном. Найбільш відома примара у виярку — це вершник без голови, який, за легендами, є привидом гессенського солдата, якому відірвало голову артилерійським ядром під час якоїсь «безіменної битви» війни за незалежність.
Оповідь розповідає про Ікабода Крейна, довгов'язого і дуже забобонного вчителя з Коннектикута, який змагається з місцевим хуліганом Бромом (Абрахамом) Ван Брантом за руку 18-річної Катріни Ван Тасел, єдиної доньки заможного фермера. Немісцевий Крейн бачить шлюб із Катріною як можливість розбагатіти. Абрахам суперничає з Ікабадом, розігруючи жарти з учителя, і певний час доля багатства залишається невизначеною. Одного вечора Крейн приходить до Ван Таселів на святкування врожаю. Він танцює, куштує страви, слухає легенди місцевих, але його справжньою метою є освідчення Катріні після того, як розійдуться гості. Проте його наміри злощасні.
Після невдачі Ікабод рушає додому «сумний і занепалий духом» через ліс. Коли він минає кілька місць із легенд, які він почув під час вечора, його уява переповнюється історіями про привидів. Минувши уражене блискавкою тюльпанове дерево, Крейн зустрічає вершника в плащі. Занепокоєний розміром і мовчанням мандрівника, вчитель помічає, що голова його супутника лежить на сідлі. У безтямній погоні мчить до мосту біля старого голландського цвинтаря, де вершник, за легендою, зникає у спалаху вогню. Проте, на жах учителя, привид перетинає міст, зупиняється і жбурляє свою голову прямо в нього.
Наступного ранку Ікабод зникає з міста, залишивши по собі тільки блукаючого коня, затоптане сідло, капелюха і таємничі уламки гарбуза. Хоча природа безголового вершника залишена на тлумачення читача, оповідання натякає на те, що ним був переодягнений Бром Ван Брант.

## Написання твору

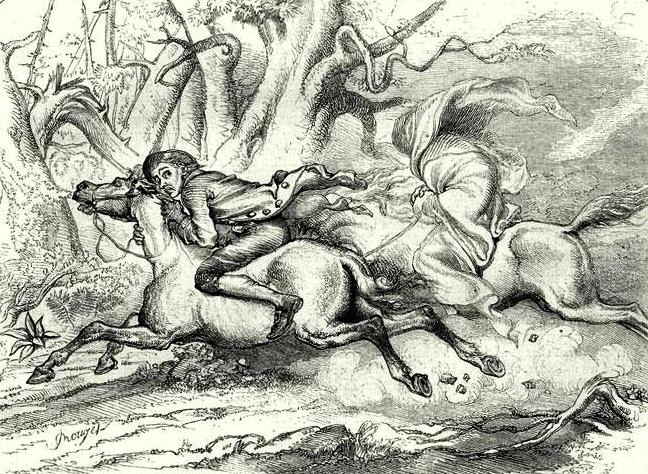
«Ікабад Крейн переслідуваний вершником без голови», Ф. О. К. Дарлі, 1849

Ірвінг написав твір під час туру Європою, і деякі риси оповідання мають європейське походження. Вершник без голови був основним елементом північноєвропейського казкарства, і з'являвся в німецьких, ірландських, скандинавських і англійських легендах. Також був включений у поему Роберта Бернза «Тем О'Шентер» (1790). Ці привиди найчастіше вибирають жертв серед пихатих і зарозумілих осіб.
Після битви під Вайт-Плейнс у жовтні 1776 року, територія на південь від річки Бронкс була покинута континентальною армією і окупована британцями. Американці укріпилися на північ від Пікскіл, залишивши у Вестчестері 50-кілометрову смугу землі ні під чиїм контролем, вразливу для розбійників і рейдерів. Одними з таких набіжників були Гессенські єгері — відомі найманці, стрільці і вершники. Образ безголового вершника можливо ґрунтувався на знайденні безголового тіла єгеря біля Террітауна після бою, якого пізніше поховала сім'я Ван Таселів у безіменній могилі на старому голландському кладовищі.

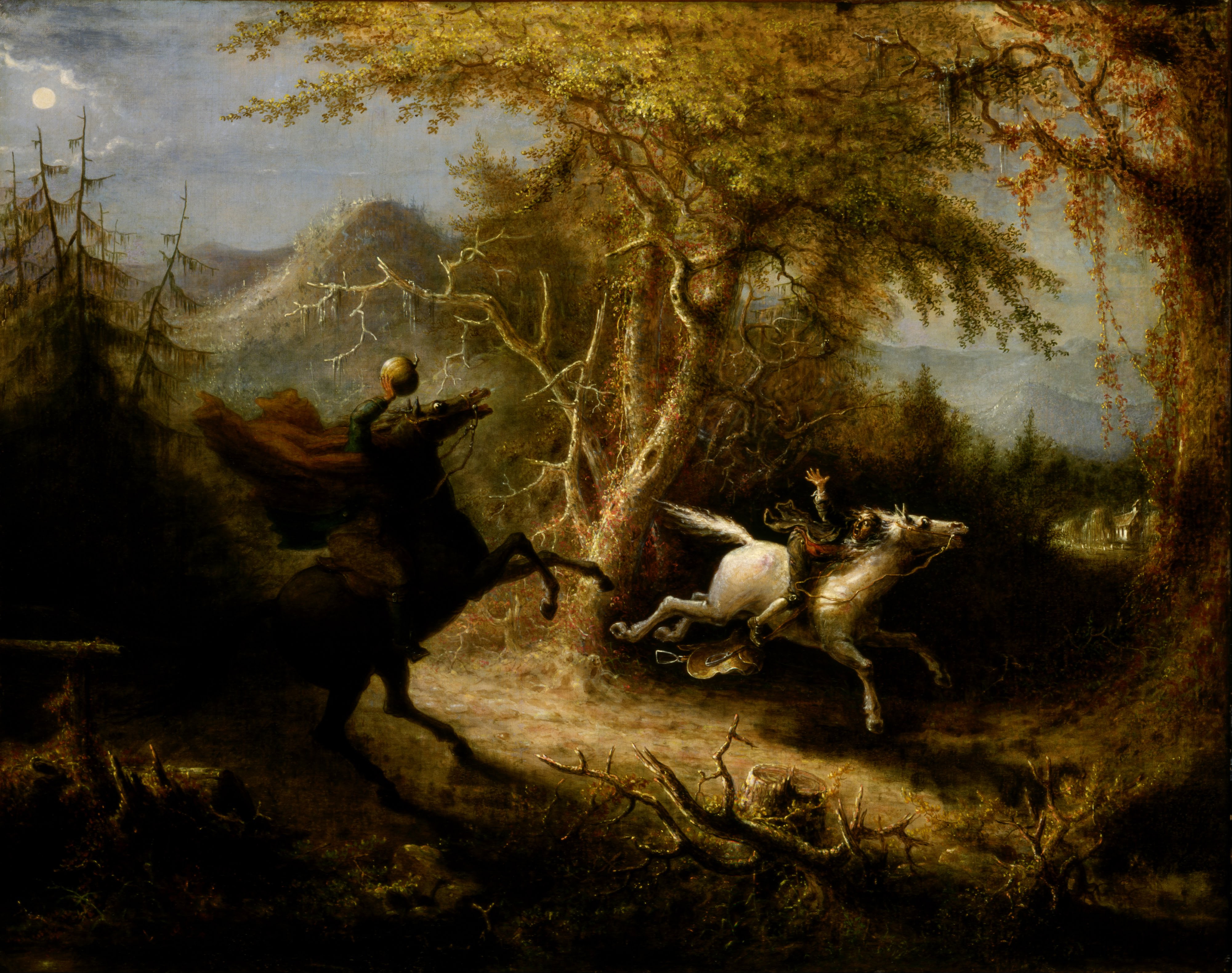
Картина Джона Квідо, 1858

Коли Ірвінг був помічником Деніела Томпкінса у військовому таборі, він зустрів капітана на ім'я Ікабад Крейн в селищі Сакетс-Гарбор під час огляду укріплень у 1814 році. Самого персонажа Ірвінг міг базувати на Джесі Мервіні, який викладав у школі в місті Кіндергук, північніше вздовж річки Гудзон, де Ірвінг провів декілька місяців у 1809 році. Натхнення для персонажа Катріни Ван Тесел невідоме, хоча обидві,  Катрієна Екер ван Тесел і її племінниця Елеонора ван Тесел Браш, поховані на кладовищі сонного виярка, і обидвоє були запропоновані як можливі прототипи персонажу.
Оповідання було найбільшим зі збірки, яку Ірвінг видавав частинами з 1819 до 1820 року, використовуючи псевдонім Джефрі Крейон. Поряд із «Ріп ван Вінклем», «Легенда сонного виярка» є найбільш перевиданим і вивченим твором. Обидві історії часто видаються разом у книжках, і обидва включені в огляди американської літератури і романтизму. Зображення регіональної культури, тем конфлікту прогресу і традиції, втручання надприродного в повсякденне і скрутне становище сторонньої людини в однорідній громаді пронизують обидві історії і допомогли розвинути унікальне відчуття американської культури та індивідуальності на початку дев'ятнадцятого століття.

## В інших медіа

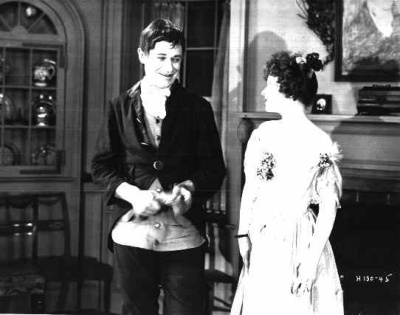
Вільям Роджерс в ролі Ікабада Кейна, в фільмі «Вершник без голови» 1922 року

Під впливом російської мови теле- та кіномаркетологи слово «виярок» у назві нерідко перекладають як «лощина» (наприклад фільм 1999 року «Сонна лощина»).

### Фільми
- Вершник без голови (1922) — німий фільм режисера Едварда Вентуріні.
- Пригоди Ікабода та містера Тоада (1949) — анімаційний фільм Disney.
- Сонна лощина (1999) — фільм Тіма Бертона. В фільмі Крейн, якого грає Джонні Депп, є не учителем а полісменом, якого послали розслідувати вбивства, а вершник без голови використовується проти місцевих землевласників.
- Sleepy Hollow High (2000) — фільм жахів, знятий у Меріленді.

### Телебачення
- Легенда про Сонну Лощину (1980) — телевізійний фільм режисера Геннінґа Шеллерупа.
- Чи боїшся ти темряви? (1994) — перший епізод третього сезону знятий як продовження класичної історії.
- Усі жінки — відьми (2004) — в 14 епізоді 6 сезону безголовий вершник убиває вчителів у «Школі магії».
- Сонна лощина (2013) — фентезійний серіал, в якому Крейн змальований як англійський професор і ренегат під час війни за незалежність США, який прокидається в 21 столітті і зустрічає вершника без голови, в якому впізнає найманця, якого він обезголовив 250 років тому.

## Цікаві факти
- Англомовне словосполучення Sleepy Hollow є топонімом, який українською передається Сліпі-Голлоу. Це словосполучення використане також в назвах багатьох художніх творів. Варіанти його перекладу українською «Сонний виярок» або «Сонна лощина» (виярок та лощина — синоніми). Див. також оригінал англійською Hollow[en].